# Gmina Kamienica Polska
Die Gmina Kamienica Polska ist eine Landgemeinde im Powiat Częstochowski der Woiwodschaft Schlesien in Polen. Ihr Sitz ist das gleichnamige Dorf (deutsch Polnisch-Kamnitz) mit etwa 1500 Einwohnern.

## Geographie
Die Gemeinde liegt im Norden der Woiwodschaft. Die Stadt Częstochowa liegt eta zehn Kilometer nördlich. Nachbargemeinden sind Koziegłowy, Olsztyn, Poczesna, Poraj, Starcza und Woźniki
Die Warthe durchzieht den Osten des Gemeindegebiets. Ihr Zufluss Kamieniczanka fließt durch den Hauptort der Gemeinde. 

## Geschichte
Die Landgemeinde wurde 1973 aus Gromadas wieder gebildet. Ihr Gebiet kam 1975 zur Woiwodschaft Częstochowa, der Powiat wurde aufgelöst. Zum 1. Januar 1999 kam die Gemeinde zur Woiwodschaft Schlesien und wieder zum Powiat Częstochowski. 
Von 1945 bis 1950 gehörte das Gemeindegebiet zur Woiwodschaft Kielce und Kam von 1950 bis 1975 zur Woiwodschaft Katowice.

## Gliederung
Zur Landgemeinde Kamienica Polska gehören sechs Dörfer mit einem Schulzenamt (sołectwo): 
- Kamienica Polska
- Osiny
- Rudnik Wielki
- Wanaty
- Zawada
- Zawisna

Kleinere Orte der Gemeinde sind Gajówka Osiny, Hucisko, Kolonia Klepaczka, Podlesie und Romanów.

## Politik

### Bürgermeister
An der Spitze der Verwaltung steht der Gemeindevorsteher. Ab 2018 war dies Adam Tajber, der 2024 nicht erneut kandidierte. Die turnusmäßige Wahl im April 2024 brachte folgendes Ergebnis:
- Artur Furmański (Wahlkomitee „Gute Zukunft der Gemeinde Kamienica Polska“) 50,04 % der Stimmen
- Agata Najnigier (Wahlkomitee „Freundliche Gemeinde Kamienica Polska“) 49,96 % der Stimmen

Damit wurde Furmański  im ersten Wahlgang mit zwei Stimmen Mehrheit zum neuen Gemeindevorsteher gewählt.
Die turnusmäßige Wahl im Oktober 2018 brachte folgendes Ergebnis:
- Adam Tajber (Wahlkomitee „Freundliche Gemeinde Kamienica Polska“) 42,1 % der Stimmen
- Iwona Lisek (Wahlkomitee Iwona Lisek) 32,1 % der Stimmen
- Paweł Jankowski (Prawo i Sprawiedliwość) 24,6 % der Stimmen
- Marek Huras (Wahlkomitee „Gemeinsam für Kamienica“) 1,2 % der Stimmen

In der damit notwendigen Stichwahl wurde Tajber mit 52,3 % der Stimmen gegen Lisek zum neuen Gemeindevorsteher und Nachfolger des nicht mehr kandidierenden Cezary Stempień gewählt.

### Gemeinderat
Der Gemeinderat von Kamienica Polska besteht aus 15 Mitgliedern, die in Einpersonenwahlkreisen gewählt werden. Die Wahl 2024 führte zu folgendem Ergebnis:
- Wahlkomitee „Freundliche Gemeinde Kamienica Polska“ 40,8 % der Stimmen, 7 Sitze
- Wahlkomitee „Gute Zukunft der Gemeinde Kamienica Polska“ 28,7 % der Stimmen, 4 Sitze
- Wahlkomitee „Vereinigung für den Kreis Częstochowa“ 7,0 % der Stimmen, 2 Sitze
- Wahlkomitee „Gemeinsam für Kamienica Polska“ 6,8 % der Stimmen, 2 Sitze
- Lewica 6,2 % der Stimmen, kein Sitz
- Wahlkomitee „Unabhängige Gemeinde Kamienica Polska“ 5,6 % der Stimmen, kein Sitz
- Übrige 4,9 %, kein Sitz

Die Wahl 2018 führte zu folgendem Ergebnis:
- Wahlkomitee „Freundliche Gemeinde Kamienica Polska“ 36,2 % der Stimmen, 6 Sitze
- Wahlkomitee Iwona Lisek 17,6 % der Stimmen, 3 Sitze
- Prawo i Sprawiedliwość (PiS) 14,1 % der Stimmen, 1 Sitz
- Wahlkomitee „Fürsorglich und verantwortlich“ 13,3 % der Stimmen, 3 Sitze
- Sojusz Lewicy Demokratycznej (SLD) / Lewica Razem (Razem) 6,3 % der Stimmen, 1 Sitz
- Wahlkomitee „Gemeinsam für Kamienica“ 5,5 % der Stimmen, kein Sitz
- Wahlkomitee „Unser Zawisna“ 2,3 % der Stimmen, 1 Sitz
- Übrige 4,7 %, kein Sitz